# Martin Prázdnovský
Martin Prázdnovský, nascido a 22 de outubro de 1975 em Streda nad Bodrogom, é um ciclista eslovaco que foi profissional desde o ano 2000 ao 2009.

## Palmarés
2004
- 1 etapa do Giro do Friuli Venezia Giulia

2005
- Campeonato da Eslováquia em Estrada
- Grande Prêmio Ciclista de Gemenc, mais 2 etapas
- Tour da Eslováquia
- Volta à Bulgária, mais 1 etapa

2006
- Grande Prêmio Ciclista de Gemenc, mais 2 etapas
- Tour de Guadalupe

2008
- 3º no Campeonato da Eslováquia em Estrada

2009
- 1 etapa da Volta à Bulgária